# Condado de Fuenrubia
El condado de Fuenrubia es un título nobiliario español de carácter hereditario que fue concedido por el rey Carlos II de España el 3 de abril de 1691 en favor de Manuel de Brizuela y Velasco, alférez mayor de Aranda de Duero, caballero de la orden de Santiago.

## Historia de los condes de Fuenrubia
- Manuel Brizuela y Velasco (baut. Madrid, 1 de enero de 1644-Madrid, 19 de agosto de 1691), I conde de Fuenrubia,[1] caballero de Santiago, corregidor de San Clemente, caballerizo del rey. Era hijo de García de Brizuela y Chaves (Madrid, 16 de abril de 1616-Madrid, 8 de agosto de 1660), gobernador del Real Sitio de Aranjuez,  caballero de la Orden de Santiago (1627), y María de Velasco y Ribero (m. Madrid, 18 de mayo de 1676).[2]

Contrajo  matrimonio en Madrid, el 6 de abril de 1670, con Juana Francisca Osorio Guadalfajara y Revenga, hija de Alonso Osorio de Guadalfajara y de Ana Josefa Revenga y Maldonado. Una hija de este matrimonio, Ana Josefa de Brizuela y Osorio, fue la primera esposa de Luis Francisco Ramírez de Arellano, II marqués de Villatoya. Le sucedió su hijo:
- García de Brizuela y Osorio (Madrid, 17 de agosto de 1671-Briviesca, 11 de noviembre de 1695), II conde de Fuenrubia,[5] por carta de sucesión del 13 de diciembre de 1691.

Murió sin descendencia. Le sucedió su hermano:
- Íñigo de Brizuela y Osorio (Madrid, 10 de mayo de 1680-Toledo, 9 de enero de 1738 ), III conde de Fuenrubia [6]

Casó en Madrid en 1714 con Josefa Antonia de Arce y Luján (Madrid, 26 de julio de 1693-Madrid, 6 de enero de 1736) El conde mató a su criado y fue internado en el Hospital de los Dominicos en Toledo donde permaneció hasta su muerte. Le sucedió su hija:
- María Manuela de Brizuela y Arce (Madrid, agosto de 1713-Madrid, 16 de octubre de 1743 ), IV condesa de Fuenrubia.[8]

Contrajo matrimonio en Madrid el 22 de octubre de 1732 con Fernando José de Galarza Gaytán y Ovando, también llamado Fernando José de Galarza y Suárez de Toledo, II conde de la Oliva de Gaytán. Le sucedió su hija:
- María Cayetana de Galarza y Brizuela (Madrid, 18 de diciembre de 1741-Madrid, 18 de abril de 1806), V condesa de Fuenrubia[11]  VII condesa de Foncalada,[12] VI condesa de Peñalva,[12] IV condesa de la Oliva de Gaytán,[11] dama de la Orden de las Damas Nobles de la Reina María Luisa y académica de la Real Academia Latina Matritense.[13]

Casó, el 2 de febrero de 1760, en Madrid con Manuel Vicente de Aguilera y Moctezuma (Salamanca, 2 de junio de 1741-Navalcarnero, 1 de diciembre de 1798), XII marqués de Cerralbo, grande de España, VII marqués de Almarza, XII marqués de Flores Dávila, VI Alba de Yeltes, IV conde de Casasola del Campo, IX conde de Villalobos y gran cruz de la Orden de Carlos III. Sucedió su hijo:
- Manuel Isidoro de Aguilera Moctezuma-Pacheco y Galarza (Talavera de la Reina, 2 de enero de 1762-Valencia, 3 de diciembre de 1802), VI conde de Fuenrubia,[15] XIII marqués de Cerralbo, grande de España,[14] VIII marqués de Almarza,[12] XIII marqués de Flores Dávila,[12] VII conde de Alba de Yeltes, V conde de Casasola del Campo, VIII conde de Foncalada, VII conde de Peñalva, X conde de Villalobos[12] y sumiller de corps del futuro rey Fernando VII.[13]

Casó, el 22 de abril de 1780 en Madrid, con María Josefa Joaquina Ruiz de Contreras y Vargas Machuca, VII condesa de Alcudia, grande de España, y VI marquesa de Campo Fuerte Le sucedió su hijo:
- Fernando de Aguilera y Contreras (Madrid, 20 de agosto de 1784-Madrid, 2 de mayo de 1838), VII conde de Fuenrubia,[17][a]  XV marqués de Cerralbo,[18] VIII conde de Alcudia,[19] dos veces grande de España, X marqués de Almarza,[20] VII marqués de Campo Fuerte,[20] XIV marqués de Flores Dávila,[20] VIII conde de Alba de Yeltes,[20] VII conde de Casasola del Campo,[20] X conde de Foncalada,[20] V conde de la Oliva de Gaytán,[20] XIII conde de Villalobos,[20] embajador extraordinario en Sajonia (1819), presidente del Consejo de las Órdenes, caballero de la Orden del Toisón de Oro, de la Orden de Alcántara, Gran Cruz de Carlos III y prócer del Reino.

Casó en Madrid, el 26 de diciembre de 1807, con María de las Angustias Fernández de Córdoba y Pacheco, hija de Manuel Antonio Fernández de Córdoba y Pimentel, VIII marqués de Mancera, grande de España de primera clase, marqués de Malpica, marqués de Montalbo y X Povar, y de María Teresa del Carmen Pacheco y Fernández de Velasco, V duquesa de Arión, grande de España. Sin descendencia. Le sucedió su hermano:
- José de Aguilera y Contreras (Madrid, 23 de septiembre de 1787-Madrid, 25 de diciembre de 1872), VIII conde de Fuenrubia,[17] XVI marqués de Cerralbo,[18] IX conde de Alcudia,[19] dos veces grande de España, XI marqués de Almarza,[20] VIII marqués de Campo Fuerte,[20] XV marqués de Flores Dávila,[20] IX conde de Alba de Yeltes,[20] VIII conde de Casasola del Campo,[20] XI conde de Foncalada,[20] VI conde de la Oliva del Gaytán,[20] alférez mayor de  Burgos, Ciudad Rodrigo y Aranda de Duero, caballero veinticuatro de Salamanca y Granada y gentilhombre grande de España con ejercicio y servidumbre de la reina Isabel II de España.

Contrajo matrimonio en Córdoba, el 11 de abril de 1815, con Francisca Valentina Becerril e Hinojosa. Sucedió su nieta, a quien sus hermanos Enrique y Gonzalo de Aguilera y Gamboa —hijos de Francisco de Aguilera y Becerril, XV conde de Villalobos, y de María Luisa de Gamboa y López de León—, en 13 de septiembre de 1876 cedieron sus derechos: Le sucedió su sobrina a la que cedió el título.
- María del Dulce Nombre de  Aguilera y Santiago de Perales (Langoisan, Francia, 30 de abril de 1831-Madrid, 26 de febrero de 1880), IX condesa de Fuenrubia[23] por cesión de su tío, hija de Domingo de Aguilera y Contreras, hermano del VIII conde de Fuenrubia y II marqués de Benalúa, y de su esposa María Juana Leoncia Santiago de Perales y Rojo, hija de vaqueiros.[24]

Casó con Francisco Javier Romano y Rizo, sin descendencia. Le sucedió su sobrina, hija de su hermano Carlos Gaspar de Aguilera y Santiago de Perales, III marqués de Benalúa, y de su primera esposa María Josefa de Aguilera y Becerril.
- María Valentina de Aguilera y Aguilera (23 de marzo de 1855-Ávila, 29 de septiembre de 1908), X condesa de Fuenrubia.[27] Le sucedió su pariente:

- Fernando de Aguilera y Pérez de Herrasti (n. Madrid, 27 de mayo de 1887), XI conde de Fuenrubia.[28]

Casó el 16 de julio de 1919 con María Teresa Abárzuza y Robles, marquesa de Cúllar de Baza. Era hijo de Manuel de Aguilera y Gamboa y de María de la Esperanza Pérez de Herrasti y Antillón. Le sucedió su hijo:
- Fernando de Aguilera y Abárzuza (Jaén, 9 de junio de 1920-Madrid, 9 de junio de 1980), XII conde de Fuenrubia en 1950,[30][31] XIX marqués de Cerralbo, grande de España,[14]  XIV marqués de Almarza y VI marqués de Cúllar de Baza.[30] Perdió el título del condado de Fuenrubia por sentencia del 24 de mayo de 1977 en el pleito entre Fernando Aguilera y Abárzuza y Carlos de Aguilera y Fontcuberta.[32][33]

- Carlos de Aguilera y Fontcuberta (23 de agosto de 1927-Ventalló, 10 de junio de 2017),[34] XIII conde  Fuenrubia, caballero de la Orden de Montesa, caballero del Real Cuerpo de la Nobleza de Cataluña. Soltero,[35] hijo de Antonio de Aguilera y Pardo de Donlebun y de María Dolores de Fontcuberta y de Pascual.[36]  Le sucedió su hermana:

- María del Carmen de Aguilera y de Fontcuberta, XIV condesa de Fuenrubia.[37]

Contrajo matrimonio con Francisco Daurella Franco. Le sucedió su nieta, hija de Carmen Daurella de Aguilera y de Mario Rotllant Solá:
- Melina Rotllant Daurella, XV condesa de Fuenrubia.[40]